# Frequens

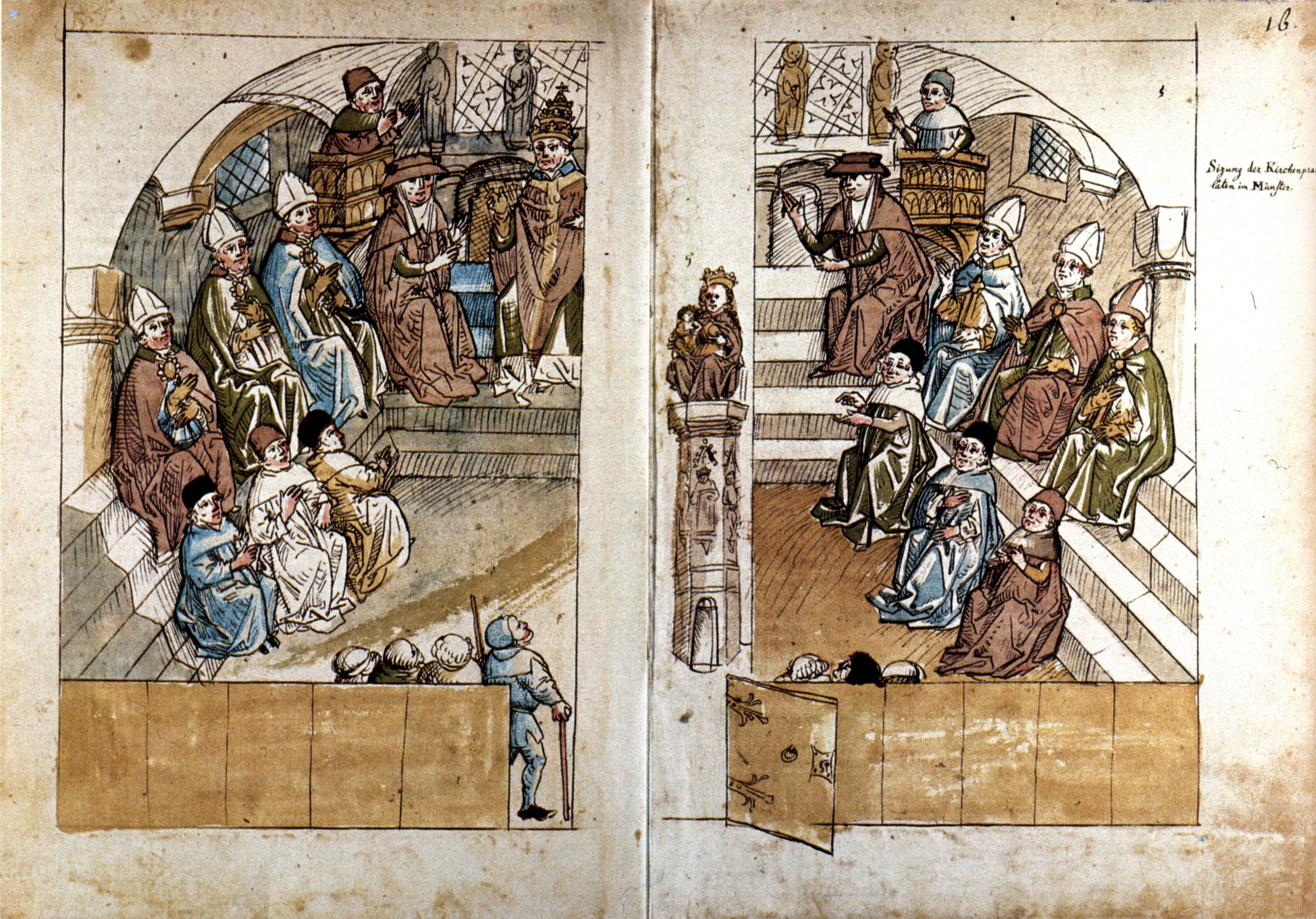
Kostnický koncil

Frequens je dekret vydaný Kostnickým koncilem 9. října 1417. Je reakcí na papežské schisma, které bylo právě na Kostnickém koncilu vyřešeno volbou Martina V. Dle dekretu, který je důležitým dokumentem pro tzv. konciliarismus (spolu s Haec Sancta), mají být periodicky pořádány ekumenické koncily vykonávající kontrolu nad církví a papežem, posilující „nadřazenost“ rozhodnutí koncilu. První koncil má být uskutečněn po pěti letech, další po sedmi, nadále mají být pořádány každých deset let. Na konci každého koncilu musí papež určit, kdy a kde se bude konat další koncil.
Jméno dekretu je odvozeno od jeho první věty, tedy „Frequens generalium conciliorum celebratio agri Dominici praecipua cultura est“ – „Časté pořádání koncilů je nejlepším způsobem obdělávání pole Páně“.